# ハリー・ストックウェル
ハリー・ストックウェル（Harry Stockwell、1902年4月27日 - 1984年7月19日）は。アメリカ合衆国の俳優、歌手。
1935年、映画『Here Comes the Band』でデビューした。1937年、ウォルト・ディズニーのクラシック・アニメ映画『白雪姫』の王子役で有名になった。ブロードウェイの名優でもあり、1943年から1948年、ブロードウェイ・ミュージカル『オクラホマ!』において、オリジナルのアルフレッド・ドレイクの後継で主役のカーリー役を演じた。1973年、ホラー・コメディ映画『ワシントンの狼男』が最後の出演となった。エリザベス・ベロニカと結婚し、俳優ガイ・ストックウェルとディーン・ストックウェルの父親となった。1950年、女優ニーナ・オリヴェットと再婚した。

## 生い立ち
ミズーリ州カンザスシティにて父ウィリアム・ヘンリー・ストックウェル(1876年–1959年)と母コーラ・エレン・ティター(1878年–1951年)のもとに誕生した。ニューヨーク州ロチェスターにあるイーストマン音楽学校に進学した。 進学前の1929年、バスビー・バークレーによる壮大なミュージカル『Broadway Nights』でブロードウェイ・デビューしていた。翌1930年、伝説的プロデューサーで作曲家のアール・キャロルの『The Earl Carroll Vanities』1930年版に出演した。ちなみにこの作品にてコメディアンのジャック・ベニーがブロードウェイ・デビューし、すぐに有名になった。1933年、ブロードウェイにて1年間に亘るミュージカル・レヴュー『As Thousands Cheer』に出演した。

## 経歴
『踊るブロードウェイ』(1935年)、『Here Comes the Band』(1935年)で映画デビューした。ウォルト・ディズニーの『白雪姫』の王子役の声優として白雪姫を演じたアドリアナ・カセロッティの相手役を務めた。この中で「ワン・ソング」を歌唱した。またブロードウェイの大ヒットミュージカル『オクラホマ!』には、1943年から1948年まで主演した。

## 私生活
1930年にエリザベス・ベロニカと結婚し、俳優ガイ・ストックウェルとディーン・ストックウェルの父親となり、1947年に離婚した。1950年に女優ニーナ・オリヴェットと再婚し、1971年にオリヴェットが亡くなるまで婚姻関係は続いた。

## 死
1984年7月19日に82歳でニューヨークのマンハッタンにて糖尿病で死去した。

## フィルモグラフィ
| 年   | 題                                          | 役                     | 特記                     |
| ---- | ------------------------------------------- | ---------------------- | ------------------------ |
| 1935 | 踊るブロードウェイ Broadway Melody of 1936  | 本人                   |                          |
| 1935 | Here Comes the Band                         | オリー・ワッツ         |                          |
| 1937 | All Over Town                               | ドン・フレッチャー     |                          |
| 1937 | 白雪姫 Snow White and the Seven Dwarfs      | 王子                   | 声の出演、クレジット無し |
| 1939 | Montmartre Madness                          | 本人                   | 短編                     |
| 1945 | アメリカ交響楽 Rhapsody in Blue             | ブラックフェイスの歌手 | クレジット無し           |
| 1959 | ハッピー・ロブスター It Happened to Jane    | 乗客                   | クレジット無し           |
| 1973 | ワシントンの狼男 The Werewolf of Washington | 兵士2                  | (最後の映画出演)         |